# Lại Xuân Môn
Lại Xuân Môn (sinh ngày 29 tháng 11 năm 1963) là một chính trị gia người Việt Nam. Ông hiện là Ủy viên Trung ương Đảng khóa XIII, Phó Trưởng ban Thường trực Ban Tuyên giáo và Dân vận Trung ương, nguyên Phó Trưởng ban Thường trực Ban Tuyên giáo Trung ương, nguyên Bí thư Tỉnh ủy Cao Bằng, đại biểu Quốc hội Việt Nam khóa XIV nhiệm kì 2016-2021, Trưởng đoàn đại biểu quốc hội tỉnh Cao Bằng, Ủy viên Ủy ban Kinh tế của Quốc hội. Ông lần đầu trúng cử đại biểu Quốc hội năm 2016 ở đơn vị bầu cử số 2, tỉnh Bạc Liêu gồm có Thị xã Giá Rai và các huyện Phước Long, Hồng Dân, Đông Hải.

## Xuất thân
Lại Xuân Môn sinh ngày 29 tháng 11 năm 1963 quê quán ở xã Nam Vân, thành phố Nam Định, tỉnh Nam Định.

## Giáo dục
- Giáo dục phổ thông: 10/10
- Đại học chuyên ngành Kinh tế nông nghiệp
- Thạc sĩ Kinh tế học
- Tiến sỹ Kinh tế chuyên ngành Quản lý kinh tế
- Cử nhân lí luận chính trị

## Sự nghiệp
Ông gia nhập Đảng Cộng sản Việt Nam vào ngày 18/01/1984.
Ông từng là đại biểu hội đồng nhân dân huyện Nam Ninh, tỉnh Nam Hà (nay là huyện Trực Ninh và Nam Trực - tỉnh Nam Định) nhiệm kỳ 1992-1997.
Khi lần đầu được trung ương hội nông dân giới thiệu ứng cử đại biểu Quốc hội Việt Nam khóa 14 vào tháng 5 năm 2016 ông đang là Ủy viên Ban Chấp hành Trung ương Đảng Cộng sản Việt Nam khóa 12, Bí thư Đảng đoàn Hội Nông dân Việt Nam, Bí thư Đảng ủy cơ quan Trung ương Hội Nông dân Việt Nam, Chủ tịch Hội Nông dân Việt Nam. Ông đã trúng cử đại biểu Quốc hội năm 2016 ở đơn vị bầu cử số 2, tỉnh Bạc Liêu gồm có Thị xã Giá Rai và các huyện Phước Long, Hồng Dân, Đông Hải, được 263.737 phiếu, đạt tỷ lệ 72,88% số phiếu hợp lệ.
Sáng 26/12/2017, ông đã nhận quyết định của Bộ Chính trị về việc tham gia Ban Chấp hành, Ban Thường vụ và giữ chức Bí thư Tỉnh ủy Cao Bằng nhiệm kỳ 2015- 2020.
Ngày 28 tháng 10 năm 2020, Lại Xuân Môn tái đắc cử Bí thư Tỉnh ủy Cao Bằng khóa 19 nhiệm kì 2020-2025.
Quyết định số 326-QĐNS/TW ngày 14 tháng 9 năm 2021 của Bộ Chính trị về việc phân công giữ chức Phó Trưởng Ban Tuyên giáo Trung ương.
Theo Quyết định, đồng chí Lại Xuân Môn, Ủy viên Trung ương Đảng, Bí thư Tỉnh ủy Cao Bằng nhiệm kỳ 2020-2025, Trưởng Đoàn đại biểu Quốc hội khóa XV tỉnh Cao Bằng thôi tham gia Ban Chấp hành, Ban Thường vụ và thôi giữ chức Bí thư Tỉnh ủy Cao Bằng nhiệm kỳ 2020-2025, Trưởng Đoàn đại biểu Quốc hội khóa XV tỉnh Cao Bằng; điều động, phân công giữ chức Phó Trưởng Ban Tuyên giáo Trung ương.
Ngày 3 tháng 2 năm 2025, Bộ Chính trị quyết định phân công ông giữ chức Phó Trưởng ban Thường trực Ban Tuyên giáo và Dân vận Trung ương sau khi Ban Tuyên giáo Trung ương hợp nhất với Ban Dân vận Trung ương.